# Hästskopelargon
Hästskopelargon (Pelargonium zonale) är en näveväxtart som först beskrevs av Carl von Linné. Pelargonium zonale ingår i släktet pelargoner, och familjen näveväxter. Inga underarter finns listade i Catalogue of Life.